# Iberienraubwürger
Der Iberienraubwürger (Lanius meridionalis), zuvor Südlicher Raubwürger, ist ein Vertreter der Gattung Lanius und der Familie der Würger (Laniidae).
Die eher große, grau-weiß-schwarze, langschwänzige Würgerart kommt auf der Iberischen Halbinsel und an der südfranzösischen Mittelmeerküste und deren Hinterland vor. Die Art verbleibt auch während der Wintermonate im Brutgebiet.
Der Iberienraubwürger ist vor allem ein Ansitzjäger, der sich vornehmlich von großen Insekten und kleinen Wirbeltieren ernährt.
Taxonomisch ist der gesamte Lanius excubitor/Lanius meridionalis- Komplex kompliziert. Ursprünglich wurde die Art für konspezifisch mit Lanius excubitor gehalten, mit dem sie nahe verwandt ist. Gegen Ende des 20. Jh. angestellte Untersuchungen ergaben eine deutliche genetische Distanz zwischen Individuen aus Mitteleuropa, dem nördlichen Asien und Nordamerika und solchen aus Spanien, von den Kanaren, aus Afrika dem Nahen Osten und Zentralasien. Dies führte zur Trennung zwischen Nördlichem Raubwürger und Südlichem Raubwürger. Schließlich führten die Arbeiten von Olsson et al. (2010) und Peer et al. (2011) zu einer weitgehenden Neubewertung der taxonomischen Situation, als deren Ergebnis, neben einigen anderen Änderungen, der Iberienraubwürger als monotypische Art resultierte.
Der Bestand des Iberienraubwürgers ging seit 1970 kontinuierlich zurück und beginnt sich erst seit 2010 auf niedrigerem Niveau zu stabilisieren. Aufgrund dieses Rückgangs bewerten das HBW und die IUCN den Gefährdungsstatus mit
vulnerable. Die Hochstufung von least concern (ungefährdet) auf vulnerable (gefährdet) erfolgte Ende 2017.

## Aussehen

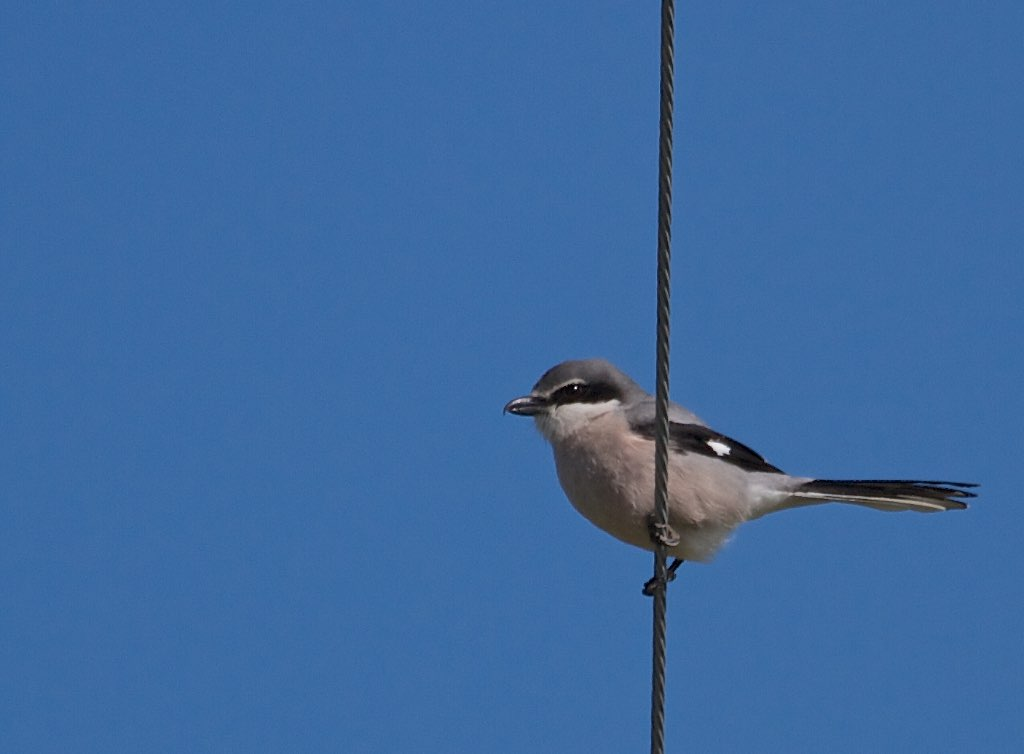
Adulter Iberienraubwürger. Gut ist der bestimmungsrelevante Überaugenstreif erkennbar

Der Iberienraubwürger ist ein gut starengroßer grau, weiß und schwarz gefärbter, etwas langschwänzig wirkender typischer Würger. Seine Gesamtlänge (Schnabel- bis Schwanzspitze) beträgt etwa 24 Zentimeter. Das Gewicht schwankt je nach Jahreszeit und Ernährungszustand zwischen 48 und 93 Gramm. Adulte Männchen sind am größten und schwersten, weibliche Jährlinge am kleinsten und leichtesten.
Insgesamt aber bleibt der Geschlechtsdimorphismus in Hinsicht auf die Färbung gering und ist auch bezüglich Gewicht und Größe marginal.
Kopf, Nacken, Mantel, Rücken und Bürzel sind bleigrau, wobei Scheitel und Nacken am dunkelsten sind. Die würgertypische schwarze Gesichtsmaske verläuft vom Schnabelansatz über die Augen bis hinter die Ohrdecken. Sie wird bis etwas über die Augen von einem feinen, weißen Überaugenstreif begrenzt. Die Wangen sind weiß, die Kehle hellgrau. Die Schultern sind weiß, Schwingen und innere Steuerfedern schwarz, die äußeren weiß. Durch die weiße Schulterfärbung und die schwarzen Schwingen entsteht ein markanter schwarz-weißer Kontrast. Die Basis der inneren Armschwingen ist weiß; dies erzeugt beim sitzenden Vogel ein immer sichtbares weißes Flügelfeld, beim fliegenden ein deutliches sichelförmiges Abzeichen. Alle Armschwingen und die inneren Handschwingen sind weiß gerandet, ein Merkmal, das beim sitzenden Vogel eher undeutlich, beim fliegenden etwas deutlicher wahrnehmbar ist. Die Kehle ist weiß, Brust und Bauch sind rosa behaucht, am intensivsten an den Flanken. Steiß und Unterschwanzdecken sind schmutzig weiß. Der Schwanz ist deutlich gestuft, ein Merkmal, das besonders beim fliegenden Vogel auffällig ist. Augen, Hakenschnabel und Läufe sind schwarz.
Der Flug ist leicht wellenförmig, kraftvoll und schnell. Auffallend sind die weißen Schulterabzeichen und ebenfalls weißen Flügelbinden sowie die gestuften weißen Außenfedern des Schwanzes.
Weibchen weisen dieselbe Farbverteilung wie Männchen auf. Zuweilen ist ihre Färbung etwas stumpfer und die Weißanteile kleiner und weniger deutlich. Auch Jungvögel sind ähnlich, aber wesentlich blasser gefärbt; auf der Unterseite ist manchmal eine feine dunkle Strichelung erkennbar; die Gesichtsmaske ist braun und nur unvollständig ausgebildet.

## Mauser
Bald nach dem Ausfliegen vermausern Jungvögel das Körpergefieder, zuweilen auch einige äußere Schwingen. Ins Erwachsenengefieder wechseln sie im frühen ersten Frühjahr. Danach erfolgt jährlich eine komplette nachbrutzeitliche Mauser zwischen Juni und Oktober und eine nur schwach bemerkbare Mauser des Kopf- und Körpergefieders zwischen Februar und April.

## Stimme
Der eher leise Gesang besteht aus gereihten krächzend-kreischenden Rufen und Schnarren, recht feinen, langanhaltenden Pfiffen und aus kurzen melodiösen, trillernden Phrasen, die plaudernd-schwätzend vorgetragen werden. In dieses äußerst vielgestaltige Repertoire werden gelegentlich Gesangselemente anderer Singvögel eingestreut. In Bedrohungssituationen ist ein lautes, grelles, mehrfach wiederholtes Kreischen zu hören, in dem einige Autoren miauende Klangkomponenten erkennen. Auch Schnabelknappen und Flügelklatschen sind zu hören.

## Verbreitung und Lebensraum

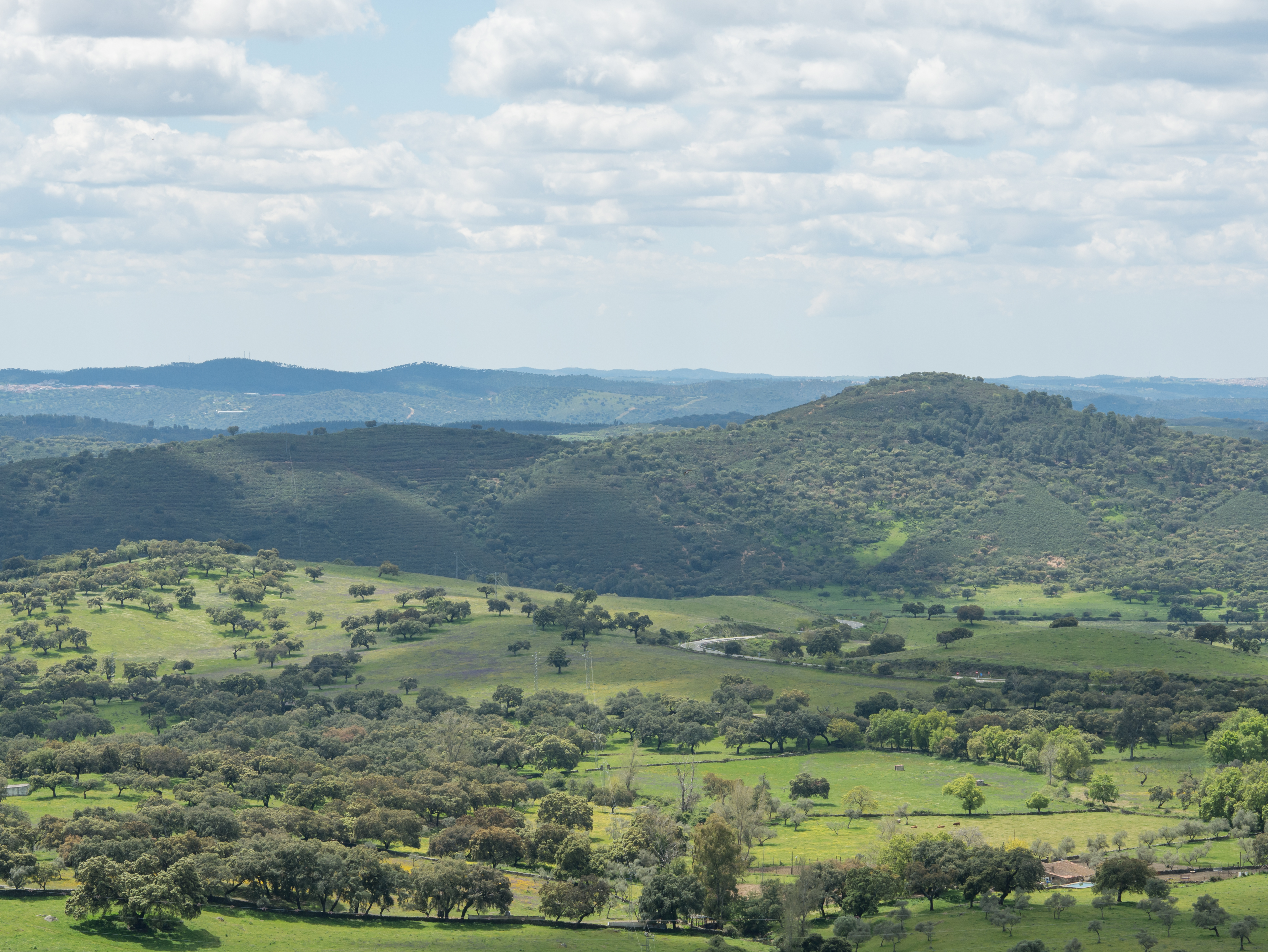
Baumweiden in Südspanien – ein typischer Lebensraum der Art

Verbreitungsgebiet des Iberienraubwürgers
graubraun: Brutgebiet und ganzjährige Vorkommen
ocker: Nichtbrüter und außerbrutzeitliche Vorkommen

Die Brutgebiete des Iberienraubwürgers liegen zum Großteil auf der Iberischen Halbinsel; außerdem kommt die Art an der Mittelmeerküste Frankreichs und deren Hinterland nordostwärts bis knapp vor Antibes, im Landesinneren ungefähr bis in den zentralen Regionalen Naturpark Monts d’Ardèche vor.
Nicht besiedelt ist die äußerste Südspitze Spaniens, sowie ein unterschiedlich breiter Streifen an der nördlichen Atlantikküste, von Galicien im Westen bis ins Baskenland im Osten, sowie die pyrenäennahen Regionen der Provinzen Navarra, Aragonien und Katalonien. An der portugiesischen Atlantikküste fehlt die Art in einem unterschiedlich breiten Streifen etwa von Lissabon nordwärts bis Porto.

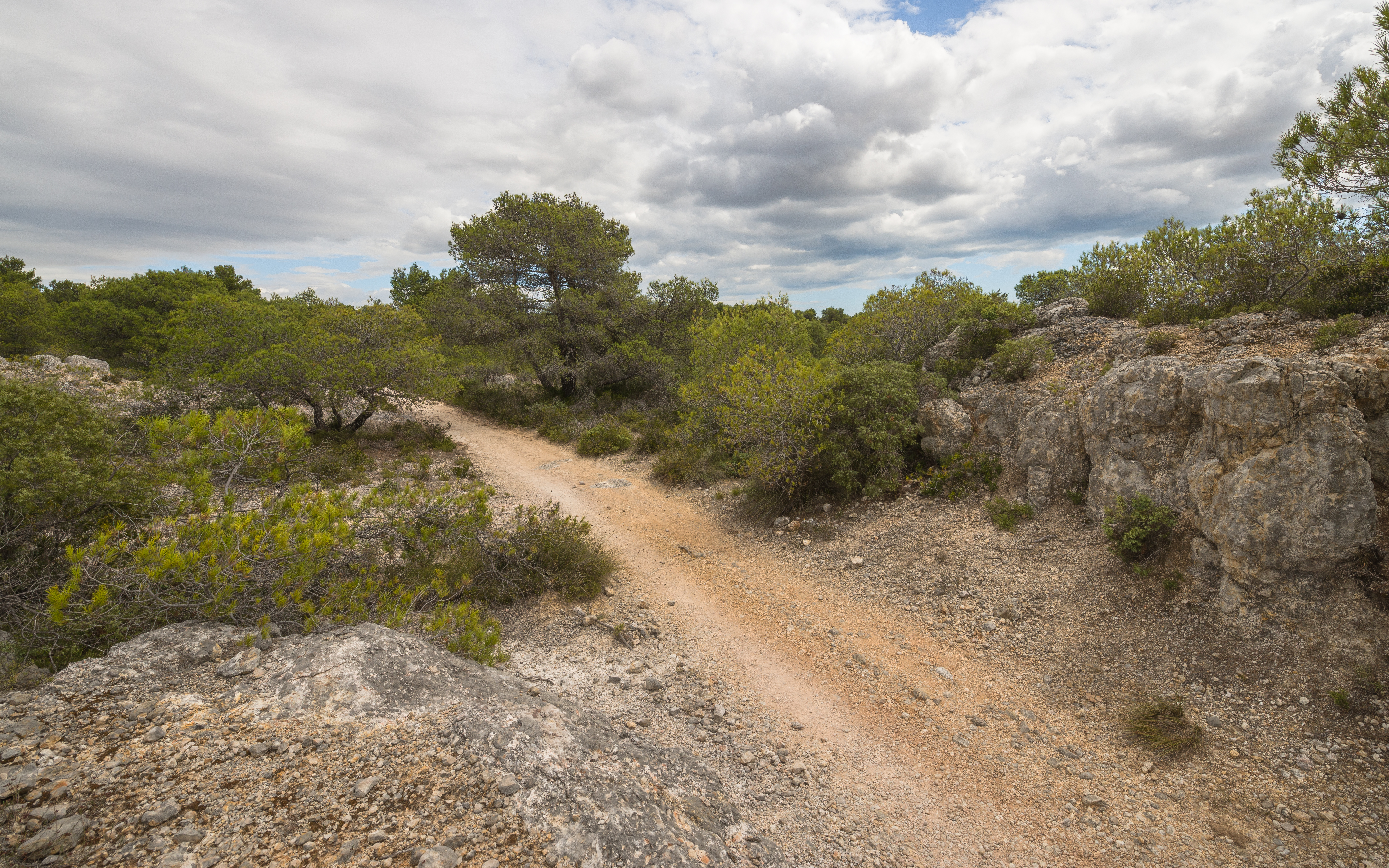
Garigue in Südfrankreich

Im Winter sind alle Landesteile Spaniens bis auf den äußersten Süden besiedelt; in Frankreich reicht die Winterverbreitung dann bis an die Atlantikküste südlich von Bordeaux. Auch im Winter unbesiedelt bleibt der Küstenabschnitt in Portugal. In diesem Verbreitungsgebiet vermag der Iberienraubwürger eine Vielzahl unterschiedlicher, meist aber trockener und offener Landschaftstypen zu besiedeln, wenn neben einem ausreichenden Nahrungsangebot die wesentlichen Requisiten eines geeigneten Brutterritoriums, wie schütter verteilte Bäume, dichte Büsche und (bevorzugt dorniges) Gestrüpp, sowie karger oder fehlender Bodenbewuchs geboten werden. Das Vorhandensein von Phillyrea angustifolia, verschiedenen Arten von Rubus, Prunus, Crataegus, sowie Quercus ilex oder Quercus coccifera ist für ein gutes Brutterritorium von Bedeutung. In Frankreich sind dies vor allem schütter baumbestandene Macchie und bebuschte Garigue, auf der Iberischen Halbinsel dehesas, mit Quercus coccifera bestandene, kurzrasige Baumweiden, daneben unbebautes Brachland, Gebüsch und Hecken am Rande von Feldern und Wegen, Regionen, in denen Wanderviehzucht betrieben wird, aber auch kultiviertes Land, Weingärten und Obstgärten. Der Iberienraubwürger ist eine Art der Niederungen und mittleren Lagen, in montanen Gebieten kommt er nicht vor. Die höchsten Brutnachweise liegen bei etwa 1200 Metern.
Siedlungsdichte und Größe der Brutterritorien sind von vielen Faktoren abhängig und schwanken demgemäß regional sehr stark. In guten Habitaten liegt die Größe der Brutreviere zwischen 10 und 25 Hektar, häufig wird jedoch nur ein Brutpaar auf 100 Hektar festgestellt. In einer anderen Untersuchung in Nordwestspanien wurden im 72 km² großen Untersuchungsgebiet 42 Nester gefunden. Nachbrutzeitlich fanden Delgado et al. die größte Revierdichte mit 1 Revier auf 0,5 km² am Rande von Getreidefeldern.
In Frankreich sind die Vorkommen von L. excubitor excubitor und L. meridionalis aufgrund der unterschiedlichen Habitatpräferenzen getrennt, sodass bisher auch keine Hybride bekannt wurden.

## Wanderungen
Die Art ist weitgehend sesshaft. Wenn Wanderbewegungen stattfinden, bleiben sie kleinräumig. Weibchen verlassen nach der Brut das Brutrevier; Männchen bleiben meist in ihm und verlassen es nur, wenn sie mit seiner Qualität unzufrieden waren, oder es nicht behaupten konnten. Insgesamt ist die Zugbereitschaft der Weibchen etwas größer. Im Winter werden auch Regionen aufgesucht, die nicht als Brutgebiete geeignet sind. In Spanien sind das vor allem nördliche Landesteile, in Frankreich führen kleinräumige Zugbewegungen in den Westen. Nach Süden, über die Meerenge von Gibraltar, scheinen nur wenige Individuen zu fliegen. Aus Marokko bestehen sechs Nachweise, alle von 2016. Über die Dismigration der Jungvögel ist nichts bekannt.

## Nahrung und Nahrungserwerb
Wie alle Würger ist auch der Iberienraubwürger ein opportunistischer Jäger, der die mit dem geringsten Energieaufwand zu erreichende Beute schlägt. Dementsprechend variabel ist das Spektrum seiner Beutetiere. Es ändert sich sowohl regional als auch saisonal. Gemessen an der Anzahl der Beutetiere überwiegen immer und überall Insekten. Gemessen an der Biomasse können zumindest regional Wirbeltiere sehr bedeutend werden. In einer umfangreichen Untersuchung in zwei südspanischen Probeflächen wurden 329 Gewölle analysiert. Wirbellose machten 90,5 % der Beutetiere aus. Die verbleibenden 9,5 % waren Wirbeltiere, vornehmlich kleine Eidechsen. Diese bildeten jedoch 66,3 % der konsumierten Biomasse. Auffällig in dieser Untersuchung war auch, dass Ameisen fast vollkommen gemieden wurden und nur schwärmende Geschlechtstiere gelegentlich gefressen wurden. Andere Ergebnisse brachte eine Analyse, die in Südfrankreich durchgeführt wurde: Dort bildeten Insekten 63,3 % der Biomasse, wovon mehr als ein Drittel auf Käfer entfiel; Wirbeltiere machten nur 21 % der Biomasse aus. Generell scheinen Würger, die in höheren Lagen brüten, sowohl während der Brutzeit als auch außerhalb dieser häufiger Wirbeltiere, insbesondere kleine Singvögel, zu schlagen, als Würger der Niederungen

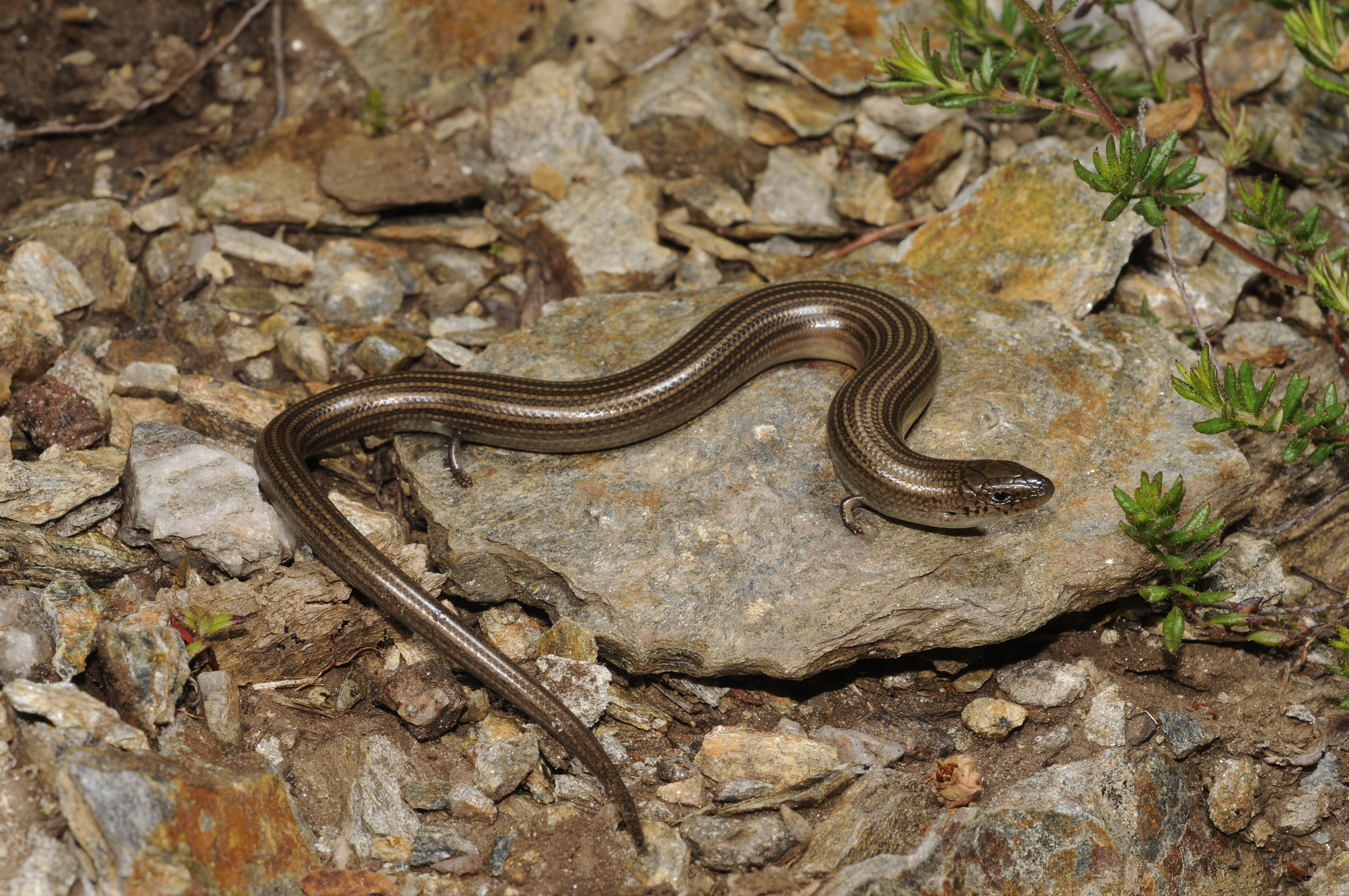
Die Westliche Erzschleiche ist ein wichtiges Beutetier.

Unter den Insekten dominieren Grillen, Maulwurfsgrillen, Heuschrecken und Mistkäfer. Im Sommer spielen auch Hautflügler, vor allem große Hummeln, eine wichtige Rolle. Möglichst große Exemplare werden bevorzugt. Gelegentlich werden auch Spinnentiere und Hundertfüßer erbeutet. An Wirbeltieren schlägt der Iberienraubwürger vor allem Reptilien, insbesondere kleine Eidechsen, kleine Schlangen und Skinks, hier vor allem Chalcides striatus. Warmblüter wie kleine Singvögel oder kleine Säugetiere werden nur gelegentlich erbeutet; vor allem Reste von Hausspitzmaus, Waldmaus, sowie verschiedenen Arten der Feldmäuse fanden sich regelmäßig in den Gewöllen.
Der Iberienraubwürger ist ein ausgeprägter Ansitzjäger. Von einer Warte, meist in etwa 2 bis 3 Metern Höhe (z. B. Außenast eines Baumes oder höheren Busches, Felsformation, Weidezaun oder Telefonleitung), beobachtet er die Umgebung, vor allem den Boden. Sehr gute Bodensicht ist für diese bevorzugte, energiesparende Jagdweise Voraussetzung. Obwohl die Art Beutetiere noch in 100 Metern und mehr erspähen kann, liegt der effektivste Radius, in dem die meisten erfolgreichen Beuteflüge stattfinden, unter 30 Metern. Erspäht er ein geeignetes Beutetier, gleitet er ohne Flügelschlag vom Ansitz und schlägt es am Boden. Kleinere Beutetiere frisst er an Ort und Stelle, größere trägt er zu einem Fressplatz oder deponiert sie in einem seiner Spießplätze, die er in seinem Territorium unterhält. Die dort gelagerte Beute wird nach und nach, meist innerhalb von 9 Tagen, verzehrt; allerdings werden nur 62 % der dort verwahrten Beutetiere auch verwertet. Die Ansitze werden mehrmals in der Stunde gewechselt. Luftjagd aus einem Rütteln heraus beherrscht L. meridionalis auch, wendet diese Jagdtechnik aber eher selten an.

## Verhalten und Brutbiologie

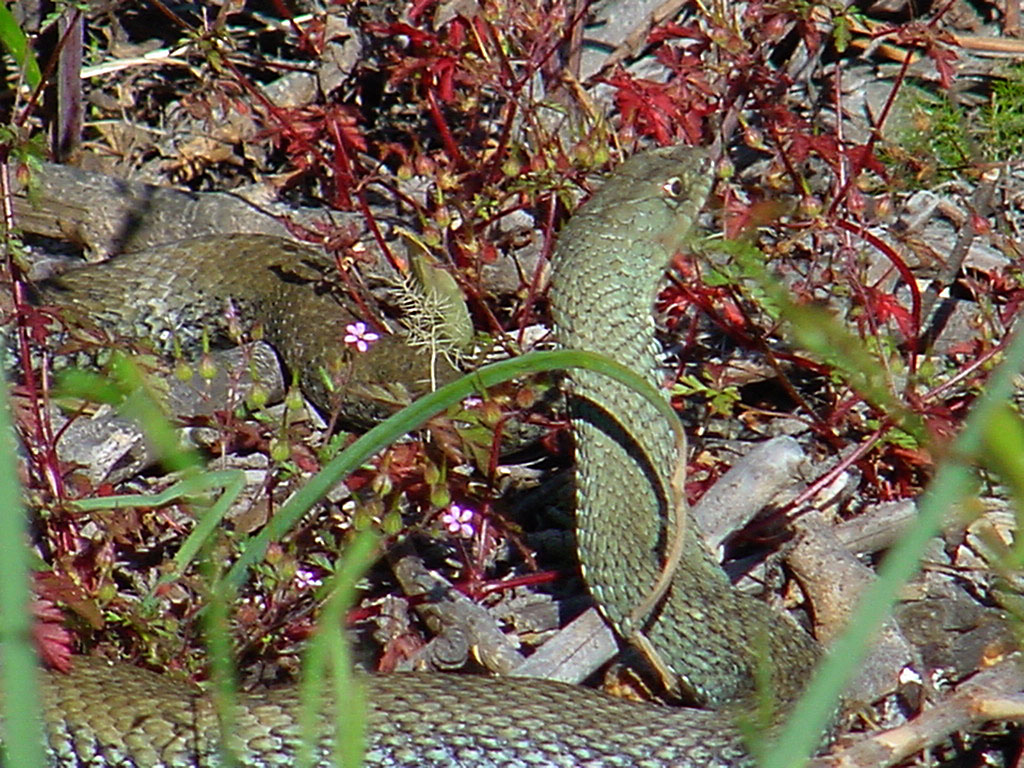
Die Westliche Eidechsennatter ist ein wichtiger Nestprädator.

Wie alle Würger ist L. meridionalis tagaktiv. Iberienraubwürger leben während der Brutzeit in saisonalen Paaren, außerhalb dieser solitär. Die Aktivitätsspanne dauert etwa von Sonnenaufgang bis Sonnenuntergang. Innerhalb dieser Zeit werden vor allem während der heißen Mittagsstunden ausgedehnte Rastphasen eingelegt, die auch der Gefiederpflege dienen. Beide Geschlechter sind streng territorial; sie dulden keine Artgenossen und keine anderen Würger im Revier, meist werden auch andere Nahrungskonkurrenten vertrieben; Berührungskämpfe zwischen Artgenossen wurden beobachtet; potentielle Nesträuber, vor allem Krähen und Häher versucht das Brutpaar durch Attacken vom Revier fernzuhalten. Das Territorium wird überwiegend durch niedrige, auffällige Schauflüge markiert; weiters dient das aufrechte Sitzen an exponierten Stellen, vor allem an den Reviergrenzen, der Abgrenzung des Territoriums. Die Territorialität ist in der Vorbrutzeit und Brutzeit am größten; außerbrutzeitlich werden nur einzelne wichtige Plätze innerhalb des Territoriums, wie Warten, Verstecke oder Spießplätze bewacht und behauptet. Weibchen verlassen nach der Brutzeit das Territorium; ihre Brutplatztreue ist gering, sodass jährliche Neuverpaarungen die Regel sind. Männchen dagegen halten nach Möglichkeit am einmal gewählten Territorium fest, manchmal über viele Jahre. Ende Januar, Anfang Februar wandern die Weibchen wieder in die Männchenterritorien ein und es beginnen Paarbildung und Nestbau. Iberienraubwürger brüten einmal im Jahr, meist schreiten bereits Jährlinge zur ersten Brut. Durch den häufigen Gelegeverlust verursacht durch Prädation, Nahrungsmangel oder Witterungseinflüsse, ist die Art oft zu Ersatzgelegen gezwungen.
Die Balz und Paarbildung beginnt in Südspanien bereits Ende Januar, nach Norden hin später. Zwischen März und Juni können in Spanien frische Gelege gefunden werden. In Südfrankreich liegt der Gipfel der Legeperiode zwischen Anfang April und Anfang Mai. Beide Altvögel bauen das Nest; es ist ein eher unordentlicher Napf aus Gräsern, Zweigen und auch grünen Pflanzenteilen, außen oft mit Blättern von Echium plantagineum und anderen Grünpflanzen getarnt. Es wird relativ niedrig (durchschnittliche Höhe in Spanien 1,1 Meter) in verschiedenen Büschen und Bäumen, bevorzugt aber im dichten, dornigen Gebüsch, insbesondere von Brombeeren errichtet. Die Nestabstände sind meist sehr groß; Panov dokumentiert Entfernungen zwischen 710 und 938 Metern, Moreno-Rueda et al. (2016) stellten im Durchschnitt 1,67 Kilometer fest.
Das Gelege besteht aus 2 – 7 (4 – 6) grünbläulichen Eiern, die unregelmäßig verteilte olivbraune Flecken aufweisen; sie messen im Durchschnitt 27,3 × 19,6 mm; sie werden in Tagesabstand gelegt und ausschließlich vom Weibchen meist 17 bis 18 Tage bebrütet. In dieser Zeit und in den ersten Tagen nach dem Schlupf versorgt das Männchen Weibchen und Küken allein, danach füttern beide Eltern die Nestlinge. Die Nestlingszeit dauert 16–19 Tage. Ältere Nestlinge werden bei Neststörungen gelegentlich aus dem Nest gelockt und außerhalb von diesem (meist in einem dichten Gebüsch am Boden) weiter versorgt. Nach dem Ausfliegen dauert die Führungszeit noch etwas länger als einen Monat, bis die Jungvögel das Elternrevier verlassen.
Der Bruterfolg der Art scheint bisherigen Untersuchungen gemäß starken Schwankungen zu unterliegen. Generell wurde beobachtet, dass saisonal frühe Bruten und Gelege, die in möglichst dichtem, dornigen Gestrüpp angelegt wurden, die höchste Ausfliegerate hatten. Überraschenderweise erbrachte eine Untersuchung, die 2016 in einem agrarisch genutzten Verbreitungsgebiet im Südosten Spaniens (Provinz Granada) durchgeführt wurde, in dem die Siedlungsdichte der Art stark rückläufig war, die positivsten Ergebnisse. Sowohl Bruterfolg als auch Ausfliegerate waren hoch. Aus 83 % der Nester flog zumindest ein Jungvogel aus. Andere Untersuchungen zeigen weniger erfreuliche Resultate; so flog in einer Population in der Gegend von Toro (Provinz Zamora) aus nur 38 % der Nester zumindest ein Jungvogel aus. Hauptgründe für erfolglose Bruten sind klimatische Einflüsse und dadurch meist verbundener Nahrungsmangel, Störungen am Brutplatz und Prädation durch eine Reihe von Nesträubern, wie Westliche Eidechsennatter, Gartenschläfer, in Südfrankreich auch Siebenschläfer, Rotfuchs, sowie verschiedenen Krähenvögeln, vor allem der Elster. In manchen Regionen kann der durch Prädation verursachte Gelegeverlust fast die Hälfte der Gelege betragen.

## Systematik
Die Art wurde 1820 von Coenraad Jacob Temminck erstbeschrieben. Als Lebensraum gab er Mittelitalien, Dalmatien, Mittelfrankreich, Rand des Mittelmeers und Spanien an. Noch im gleichen Jahr scheint Temminck L. meridionalis zu L. excubitor gestellt zu haben, eine Ansicht, die bis kurz vor 2000 Bestand hatte. Konkretisiert wurde diese Einschätzung 1959 durch Charles Vaurie, der den Gesamtkomplex Lanius excubitor in eine Nord- und eine Südgruppe unterteilte. Auch im HBV wird 1993 diese Trennung deutlich betont. Taxonomische Konsequenzen hatte diese Einschätzung vorerst jedoch nicht. Im Jahr 2000 wurden die beiden Gruppen erstmals von James F. Clements in zwei polytypische Arten getrennt, nämlich Lanius excubitor (Nördlicher Raubwürger) und Lanius meridionalis (Südlicher Raubwürger). Dieser Einschätzung folgten nach und nach alle Autoritäten, bis 2010 durch die Arbeit von Olsson et al. die Diskussion aufs Neue entfacht wurde. Obwohl das Ergebnis der Arbeit mehrere Interpretationen zuließ und obwohl die Autoren, welche die taxonomische Situation in diesem Artenkreis als conundrum = Rätsel bezeichneten, selbst auf Vorschläge in Hinblick auf taxonomische Änderungen verzichteten, wurde die Systematik der Lanius excubitor-Superspezies weitgehend umgestaltet. Unter anderen tiefgreifenden Änderungen, die Lanius excubitor und Lanius sphenocercus betreffen, wurden alle Unterarten des Südlichen Raubwürgers zu L. excubitor gestellt. Die bisher mit bis zu zehn Unterarten polytypische Art wurde monotypisch; konsequenterweise wurden auch die entsprechenden Trivialnamen angepasst (Southern Grey Shrike > Iberian Grey Shrike // Südlicher Raubwürger > Iberienraubwürger).

## Bestand und Bedrohung
Ende 2017 wurde die Gefährdungseinschätzung von LC=least concern (nicht gefährdet) um zwei Stufen auf VU=vulnerable (gefährdet) hochgestuft. Grund dafür war vor allem die systematische Neubewertung, die die zuvor polytypische Art auf Lanius meridionalis s.str. beschränkte. Im Gegensatz zu den meisten anderen zuvor dieser Art zugerechneten Unterarten geht der Bestand von Lanius meridionalis s.str. seit den 1970er Jahren sehr stark zurück. Obwohl der Gesamtbestand mit geschätzten 372.150 – 656.150 Brutpaaren noch immer hoch, und die Art zumindest regional nicht selten ist, verzeichnet das Spanische Vogelmonitoring einen Rückgang von 60 % zwischen 1998 und 2016. Der Großteil dieses Rückganges erfolgte vor 2010; seitdem haben sich einzelne Populationen zwar verlagert, der Gesamtbestand blieb jedoch annähernd stabil. Neben den Hauptvorkommen in Spanien, die etwa 95 % der Gesamtpopulation betragen, leben 1500 Brutpaare in Südfrankreich. Aus Portugal liegen keine neue Daten vor, eine frühere Einschätzung (2000) beziffert den Maximalbestand auf 100.000 Brutpaare, doch dürfte diese Angabe aus heutiger Sicht bei weitem zu hoch gegriffen sein.
Die Gründe für den Rückgang sind nicht klar ersichtlich. Vor allem die Intensivierung der Landwirtschaft und der erhöhte Eintrag von Pestiziden wirken sich negativ aus. Auch die weitgehende Aufgabe der Wanderviehwirtschaft, in deren Folge früher für die Art nutzbare Habitate verbuschen und somit unbrauchbar werden, dürfte eine nicht unwesentliche Rolle spielen. Da aber die Siedlungsdichte der Art auch in Regionen abnahm, in denen diese negativen Einflüsse kaum wirksam wurden, müssen noch andere Gründe für die negative Populationsdynamik maßgebend sein. Der niedrige Bruterfolg scheint nicht wesentlich beteiligt zu sein, denn die Bestände dünnen auch dort stark aus, wo die Art ausgezeichnete Reproduktionsraten erzielt. Auffallend ist jedoch die sehr hohe Sterblichkeit vor allem von Jungvögeln, deren Ursache bisher weitgehend unbekannt ist. Allerdings wurde bei Jungvögeln eine vergleichsweise hohe Belastung mit verschiedenen Blutparasiten festgestellt; inwieweit sich diese Belastung auf die Fitness der Individuen auswirkt, wurde noch nicht abschließend geklärt.